# Funaria saharae
Funaria saharae là một loài Rêu trong họ Funariaceae. Loài này được Trab. mô tả khoa học đầu tiên năm 1927.